# 马三奇 (人物)

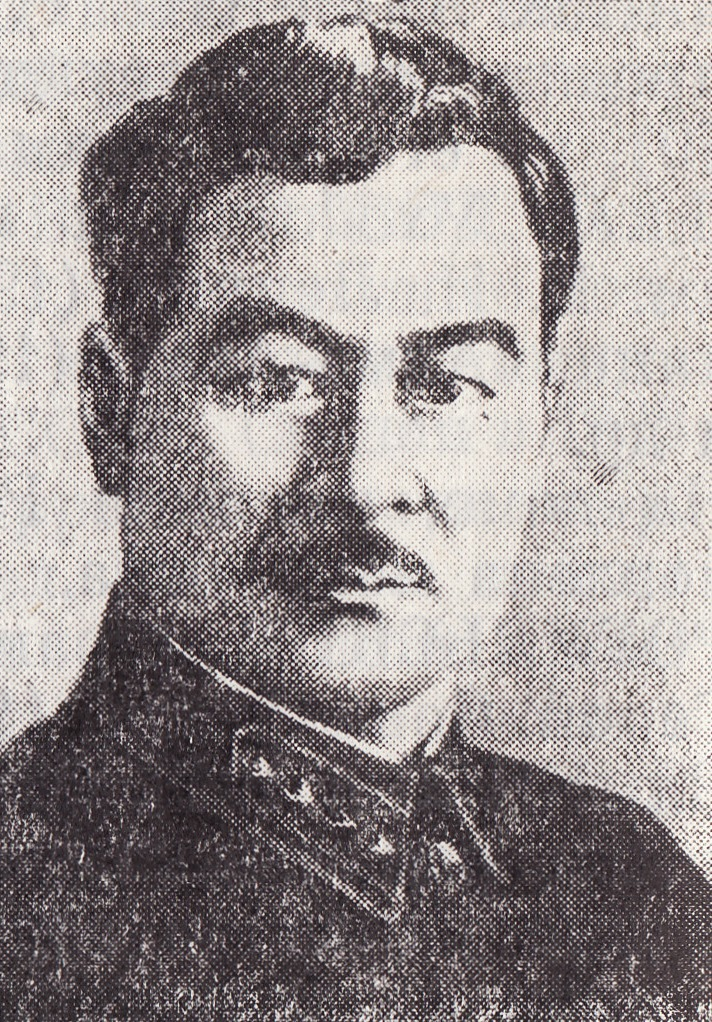
马三奇

马三奇（1886年—1937年）是苏联东干族的共产主义革命家和政治家。 前布尔什维克黨員。 后在大清洗中被斯大林迫害。哈萨克斯坦江布爾州下轄的卡拉庫努孜村改名为马三奇来纪念他。 

## 职业生涯
他出生在阿拉木图一个普通农场工人家庭。
在俄国内战时期，共产党人有有意寻求非俄罗斯的中亚人民支持。东干人于是被邀请来加入苏联红军。
居住在镇上的东干人在沙皇军队中服役后回到比什凯克，再加入了苏联红军，在七河地区为苏联作战。然而，东干人中的农民在内战中对双方都漠不关心，据报道布尔什维克对中亚土著居民犯下了暴行，而富有的东干人和伊斯兰教的东干教士却站在白人一边，对同胞被杀漠不关心。
马三奇最初作为俄罗斯帝国军队的一员参加了第一次世界大战。沙皇被推翻后，他去了塔什干。
马三奇曾指挥过苏联红军的东干骑兵团，并因在哈萨克斯坦与反革命分子作战而闻名。马三奇曾与德米特里·安德烈耶维奇·富尔马诺夫一起为苏联而战。内战结束后，他成为乌兹别克斯坦和哈萨克斯坦的一名官员。
1921年参加共产国际第三次代表大会后，马三奇与巴斯玛奇运动进行了斗争。他也是苏联秘密警察的一员。
马三奇是斯大林大清洗的受害者，后被平反。